# 泥溪蟹属
泥溪蟹属（学名：Luteomon）为溪蟹科的一个属。

## 下属物种
本属包括以下物种：
- 刺肢泥溪蟹 Luteomon spinapodum C Huang, HT Shih & Ahyong, 2018